# Progebiophilus euxinicus
Progebiophilus euxinicus là một loài chân đều trong họ Bopyridae. Loài này được Popov miêu tả khoa học năm 1929.